# Утима, Кохэй
Кохэй Утима (яп. 内間 康平; род. 8 ноября 1988 в Урасоэ, Японии) — японский профессиональный шоссейный велогонщик, выступающий за проконтинентальную команду «Nippo Vini Fantini Faizane». Бронзовый призёр Чемпионат Азии по велоспорту 2015 в групповой гонке.

## Достижения
2008
Чемпионат Японии U23
2-й  Групповая гонка
2009
8-й Кубок Эмиратов
2010
7-й Тур Таиланда
1-й Этап 4
7-й Тур Хоккайдо
2011
7-й Тур Окинавы
2014
1-й Этапы 1 & 6 Тур Сингкарака
3-й Тур Хоккайдо
7-й Тур Окинавы
8-й Тур Таиланда
9-й Тур Тайваня
2015
2-й Тур Таиланда
1-й Этап 1
Чемпионат Азии
3-й  Групповая гонка
7-й Тур Хоккайдо
2016
3-й Тур Окинавы
8-й Тур Кумано